# Volcà Osorno

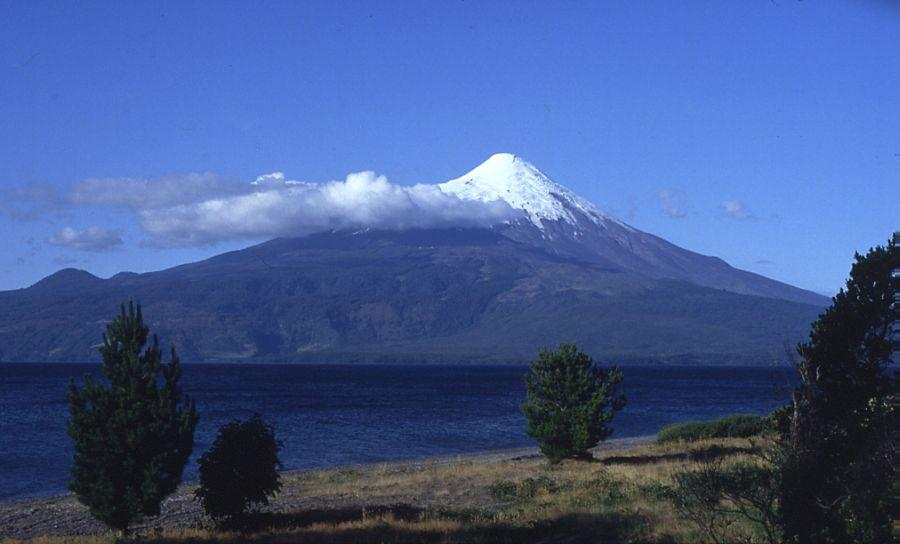
Imatge del volcà Osorno

L'Osorno és un estratovolcà a la serralada dels Andes, a la vora del llac Llanquihue, a Xile. Té una altura de 2.652 metres i la seva imponent figura cònica, s'aixeca majestuós al costat oposat de la ciutat de Frutillar, de la qual, només les transparents aigües del llac Llanquihue el separen. La seva inactivitat volcànica es prolonga ja per més d'un segle i quart. En els seus vessants hi ha refugis que permeten a l'hivern la pràctica de l'esquí i els esports blancs. A l'estiu, amb la fosa de la neu, reapareixen les fissures volcàniques que fan de l'excursionisme un perillós esport, si no es tenen en compte totes les condicions necessàries per a la pràctica d'aquesta disciplina. Aquest volcà deu el seu actual nom a que era visible per als fundadors espanyols des de la relativament propera ciutat d'Osorno.
És a gairebé 60 quilòmetres al nord-oest de Puerto Varas. La seva gran altura fa que pugui albirar-se des de tota la Província d'Osorno, i fins i tot en alguns llocs de l'Illa Gran de Chiloé, amb la qual es constitueix en una “postal” imposant i típica del paisatge de la regió. Amb el seu clàssic verd fosc negrós i adornat amb braços de neus eternes, la seva presència atreu els milers de turistes que el visiten cada any.
S'hi pot accedir des de Puerto Kloker, Ensenada i Petrohué. Els ascensos duren habitualment sis hores i en la majoria dels casos s'organitzen grups a càrrec d'un guia local per iniciar els ascensos. S'ha de portar sempre robes tèrmiques, ulleres de sol, cremes protectores, aigua i, sens dubte, calçat còmode per poder pujar.